# Dickey Betts
Forrest Richard (Dickey) Betts (West Palm Beach (Florida), 12 december 1943 – Osprey (Florida), 18 april 2024) was een Amerikaanse zanger en gitarist die medeoprichter was van de Southern rock- en bluesband The Allman Brothers Band.

## Biografie
Betts groeide op in een muzikaal gezin dat luisterde naar traditionele bluegrass, countrymuziek en Western swing. Hij begon op zijn vijfde jaar ukelele te spelen, later schakelde hij over op gitaar, banjo en mandoline. Vanaf zijn zestiende ging hij in bands spelen. Eind jaren ’60 deed hij mee aan jamsessies met onder meer bassist Berry Oakley en gitarist Duane Allman. In 1969 werd hij gevraagd om (als tweede gitarist naast Duane Allman) te spelen bij The Allman Brothers (Band). Die band bestond in de beginperiode uit Duane Allman (gitaar), Gregg Allman (vocalen en orgel), Dickey Betts (gitaar), Berry Oakley (basgitaar), Butch Trucks (drums) en Jai Johanny "Jaimoe" Johanson (drums). De band had een stevig geluid met twee drummers en twee gitaristen, waardoor een geheel eigen sound ontstond.
In 1971 kwam Duane Allman (de eerste gitarist van de The Allman Brothers) bij een motorongeluk om het leven. De overige bandleden besloten om geen nieuwe gitarist aan te stellen, zodat Betts vanaf dat moment de enige gitarist was. Betts kreeg een grotere invloed op de muziek van The Allman Brothers. Daardoor wijzigde de muziekstijl van de band, want in plaats van de rauwe bluesrock die ze op hun eerste albums speelden, kwam er op hun latere albums meer ruimte voor countryachtige muziek. Dit verschil is duidelijk te horen op het album “Brothers and Sisters” uit 1973, waarop ook de succesvolle nummers Ramblin’ man en Jessica (genoemd naar zijn dochter Jessica Betts) staan, die geschreven zijn door Dickey Betts. Betts bracht in 1974 zijn eerste soloalbum uit, getiteld “Highway Call”.
In 1976 viel The Allman Brothers Band uit elkaar als gevolg van toenemende onderlinge strubbelingen. Betts vormde in 1977 een nieuwe band, genaamd Dickey Betts and the Great Southern. In 1979 kwam The Allman Brothers Band toch weer bijeen. Dat bleek maar voor korte tijd te zijn, want in 1982 werd de band alweer opgeheven. In 1989 verscheen er een jubileum-box ”Dreams” omdat het twintig jaar geleden was dat het eerste album van The Allman Brothers was verschenen. Ook werd er een jubileumtournee georganiseerd. In 2000 werd Betts ontslagen wegens verslavingsproblemen. De drie overgebleven oorspronkelijke leden (Gregg Allman, Butch Trucks en Jaimoe) hadden dat ontslag hem per fax meegedeeld. Sindsdien heeft Betts een aantal (hoofdzakelijk live) albums uitgebracht.
Betts heeft gespeeld met veel artiesten zoals Elvin Bishop, Bobby Whitlock, The Marshall Tucker Band, Charlie Daniels, Buddy Miles en Hank Williams jr.
In juli 2019 heeft The Dickey Betts Band een nieuw livealbum uitgebracht “Ramblin’ man” dat is opgenomen in het St. George Theater in Staten Island (New York). Dickey’s zoon Duane Betts (genoemd naar Duane Allman) speelt ook mee in deze band. Daarnaast speelt Duane Betts ook in de Allman Betts Band, samen met onder meer de zoons van Gregg Allman en Berry Oakley.
Betts overleed op 18 april 2024 op 80-jarige leeftijd aan kanker en een chronische obstructieve longziekte.

## Discografie

### Solo-albums
- "Highway Call" (1974) (als Richard Betts)
- "Dickey Betts & Great Southern" (1977) (als Dickey Betts & Great Southern)
- "Atlanta's Burning Down" (1978) (als Dickey Betts & Great Southern)
- "Night" (1982, Bootleg) (als Dickey Betts)
- "Pattern Disruptive" (1988) (als Dickey Betts Band)
- "Let's Get Together" (2001) (als Dickey Betts Band)
- "The Collectors" (2002) (als Dickey Betts & Great Southern)
- "Instant Live" - The Odeon Cleveland OH 3-09-04 (2004) (als Dickey Betts & Great Southern)
- "The Official Bootleg" (2006) (als Dickey Betts & Great Southern)
- "Live in Metropolis, München" (2017) (als Dickey Betts & Great Southern)
- "Live in het Lone Star Roadhouse" (2018) (als Dickey Betts)
- "Ramblin’ man – Live at the Saint George theater" (2019) (als Dickey Betts Band)

### Met The Allman Brorthers
- “The Allman Brothers“ studio (1969)
- “Idlewild South” studio (1970)
- “Live at Fillmore East” live (1971)
- “Eat a peach” studio (1972)
- “Beginnings” kompilatie (1973)
- “Brothers and sisters” studio (1973)
- ”Win, loose or draw” studio (1975)
- “The road goes on forever” kompilatie (1975)
- “Wipe the windows, check the oil dollar gas” live (1976)
- “Enlightened rogues” studio (1979)
- “Reach for the sky” studio (1980)
- “Story of the Allman Brothers” kompilatie (1980)
- “Brothers of the road” studio (1981)
- “Dreams” kompilatie box (1989)
- “Seven Turns” (1990)
- “Shades of two worlds” (1991)
- “Live at the Ludlow garage: 1970” (1991)
- “Evening with the Allman Brothers Band” 1st set (1992)
- “The Fillmore Concerts” (1992)
- “Where it all begins” (1994)
- “Evening with the Allmn Brothers Band 2nd Set” (1995)
- “Mycology”(1998)
- “Peakin’ at the bacon” (2000)
- “American University 12-13-1970” (2002)

- Bibsys: 7077251
- Biblioteca Nacional de España: XX856577
- Bibliothèque nationale de France: cb14155694z (data)
- Gemeinsame Normdatei: 1078283575
- International Standard Name Identifier: 0000 0003 6623 7185
- Library of Congress Control Number: n91120922
- MusicBrainz: e4d2dfe4-35f2-4427-ad49-57c6d7b93e26
- Nationale Bibliotheek van Israël: 987007345872605171
- Nationale en Universitaire bibliotheek Zagreb: 000690711
- Nederlandse Thesaurus van Auteursnamen: 096365315
- SNAC: w65d9pf1
- Virtual International Authority File: 230809267
- WorldCat: E39PBJvxxXd4fHXPydJGHhhj4q